# Hurricane Fault
Die Hurricane Fault ist eine bedeutende aktive Verwerfung im Südwesten der Vereinigten Staaten.

## Etymologie
Die Hurricane Fault ist nach dem Ort Hurricane in Utah benannt worden. Das Englische hurricane ist ein Hurrikan oder Wirbelwind.

## Geographie

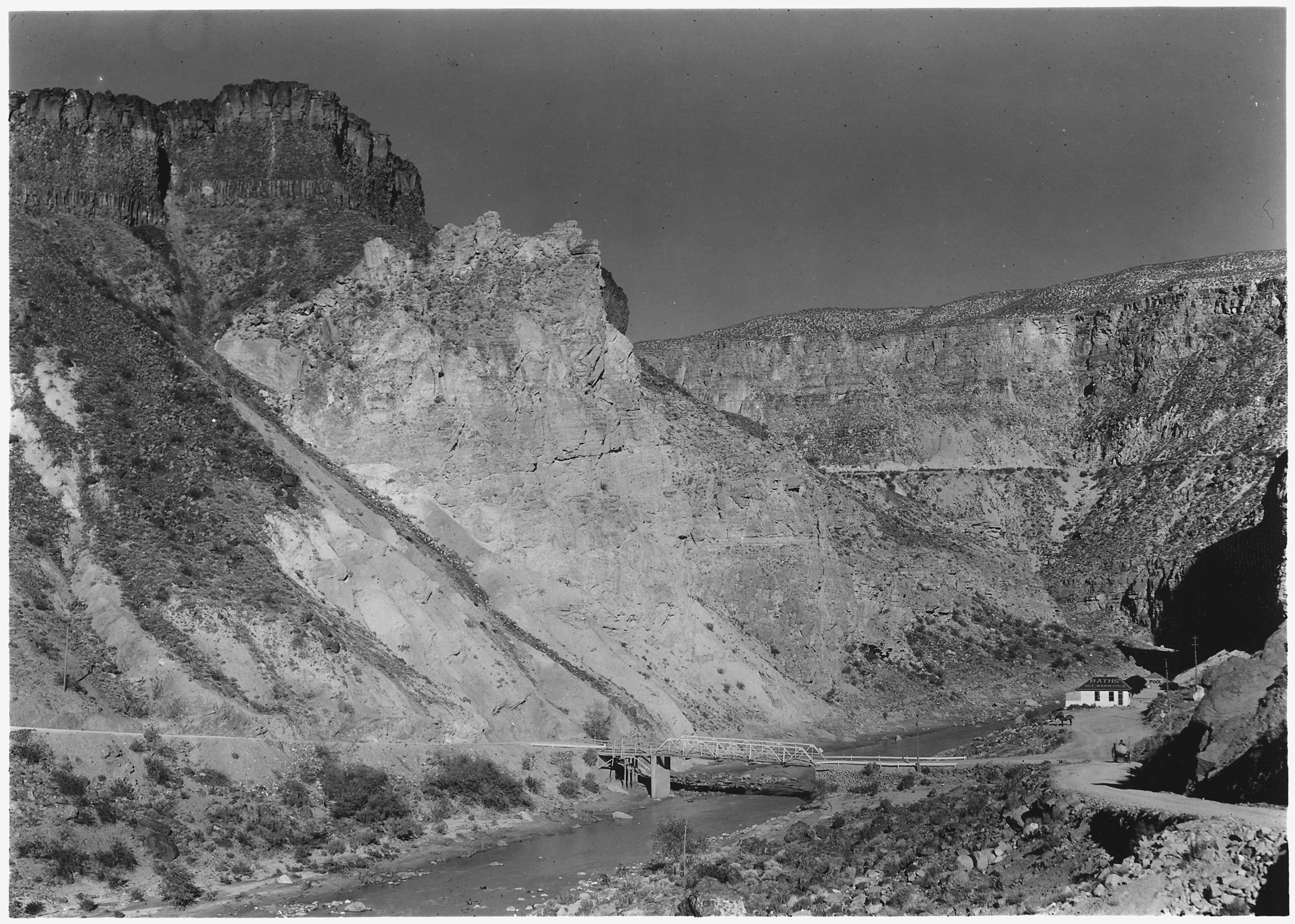
Die Hurricane Fault quert den Virgin River bei den La Verkin Warm Sulphur Springs

Die Hurricane Fault besitzt eine Länge von rund 250 Kilometer. Die Verwerfung beginnt im Süden des Grand Canyons bei Peach Springs im Nordwesten von Arizona, quert den Colorado River an der rechtsseitigen Einmündung des Whitmore Canyons, begrenzt das Uinkaret volcanic field auf seiner Westseite und zieht dann in gewundenem Verlauf in nördlicher Richtung weiter nach Utah. Sie streicht östlich an Hurricane vorbei und endet schließlich bei Cedar City.
Die Verwerfung wird in Utah und im Arizona Strip unmittelbar östlich ihres Verlaufs von einer beeindruckenden Schichtstufe und deren Abbruchkante begleitet – den  Hurricane Cliffs.

## Geologie
Die Hurricane Fault liegt in einer rund 150 Kilometer breiten Übergangszone – der Utah Transition Zone – zwischen dem Basin and Range im Westen und dem Colorado-Plateau im Osten. Die Übergangszone wird durch eine Reihe von mehr oder weniger parallel in nördlicher Richtung verlaufender Störungen gekennzeichnet. So folgt östlich der Hurricane Fault die Toroweap Fault. In Richtung Westen erscheinen die Washington Fault und die Grand Wash Fault, wobei letztere den Beginn des Basin and Range markiert.
Die Hurricane Fault ist eine steilstehende Abschiebung, deren Westflügel abgesunken ist. Der Versatz erfolgte vertikal mit einer nur geringfügig rechts verschiebenden Komponente. Die Verwerfung ist allein aufgrund ihrer Länge in mehrere unterschiedliche Abschnitte segmentiert. Diese Segmente manifestieren sehr oft einen geradlinigen bis geschwungenen Verlauf, können aber auch als eine bis zu 500 Meter breite, zerrüttete Zone mit parallel gestaffelten, West-abschiebenden Störungen ausgebildet sein.
Vom Versatz betroffen sind generell flachliegende Sedimente des Paläozoikums, Mesozoikums und Känozoikums, die von quartären Basaltströmen abgedeckt werden.

### Gliederung
Die Hurricane Fault kann in fünf Abschnitte oder Segmente unterteilt werden (von Nord nach Süd):
- Ash Creek-Abschnitt
- Anderson Junction-Abschnitt
- Shivwits-Abschnitt
- Whitmore Canyon-Abschnitt
- Südlicher Abschnitt

Die einzelnen Abschnitte sind jeweils zwischen 40 und 50 Kilometer lang. Die ersten beiden befinden sich in Utah, die restlichen drei in Arizona.

### Überblick

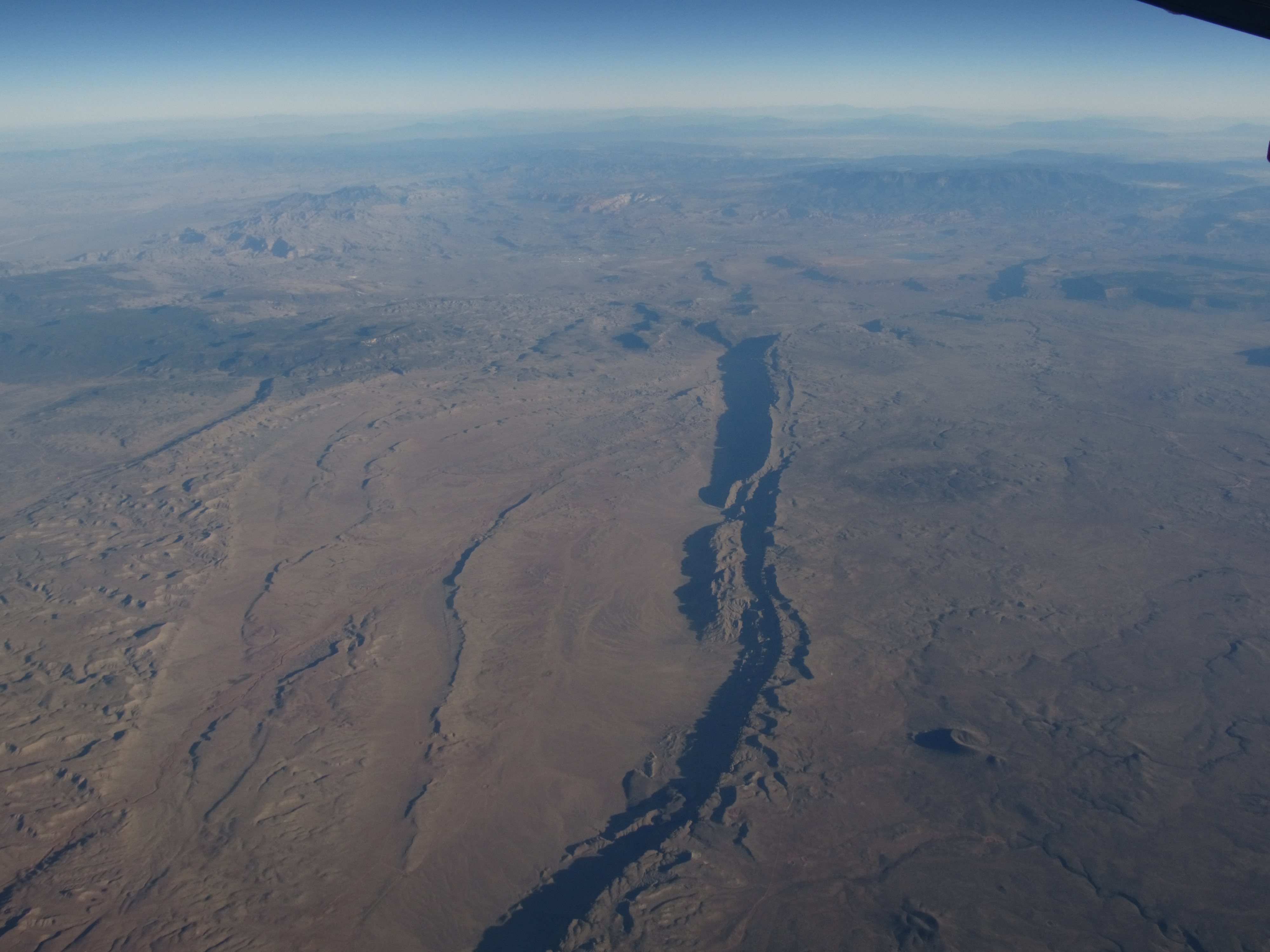
Die Hurricane Cliffs markieren den Verlauf der Hurricane Fault – Arizona Strip, etwa 50 Kilometer südwestlich von Colorado City. Blick in nördliche Richtung.

Die Regionale Geologie wird von folgenden geodynamischen Ereignissen geprägt: zuerst von der ab 125 Millionen Jahren (Aptium) einsetzenden Sevier-Gebirgsbildung, die ihrerseits ab 75 Millionen Jahren (Campanium) von der Laramischen Gebirgsbildung abgelöst wurde. Im späten Eozän (vor rund 35 Millionen Jahren im Priabonium) folgten auf die kompressiven Ereignisse Dehnungsprozesse mit weit verbreiteten Abschiebungen im Basin and Range. Diese Krustendehnung griff dann im Miozän ab 15 Millionen Jahren vom Ostrand des Basin and Range auf das Colorado-Plateau über. Gleichzeitig wurde sie von spätkänozoischem basaltischen Vulkanismus begleitet. Dieser ist bimodal, wird von hohem Wärmefluss begleitet und deutet auf eine hohe Aufschmelzrate des Erdmantels. Sein Höhepunkt wurde eindeutig in den letzten 2,5 Millionen Jahren mit dem Beginn des Gelasiums (Quartärs) erreicht. Es handelt sich hierbei vorwiegend um alkalireiche Basalte und untergeordnet basaltische Andesite – wobei die Förderzentren in recht enger Beziehung zur Hurricane Fault stehen. Die Magmenquellen entstammen während des Quartärs im Norden der Hurricane Fault primär dem Bereich der Lithosphäre, jedoch im Süden der Asthenosphäre und/oder einer Mischung Lithosphäre/Asthenosphäre – wie Neodymisotopen belegen.

## Erdbeben
Die Übergangszone mit der in ihr verlaufenden Hurricane Fault beherbergt einen etwa Nord-Süd streichenden seismischen Gürtel, den Intermountain Seismic Belt. Die Verteilung seiner Epizentren verbreitert sich zusehends nach Süden und verliert an Schärfe. Auch wenn an der Hurricane Fault keine historischen Oberflächenrisse bekannt sind, so tritt dennoch instrumental erfassbare Seismizität an ihr auf. Hierbei handelt es sich um sehr moderate Erdbeben. Zwei Ereignisse stehen heraus – das Beben von Pine Valley im Jahr 1902 mit einer Magnitude ML von etwa 6 und das Beben von St. George im Jahr 1992 mit einer Magnitude ML von 5,8.

## Verformungsraten
Anmerkung: Verformungsraten sind Geschwindigkeiten und werden in der Geologie meistens durch Millimeter pro Jahr (mm/a) ausgedrückt. Die höchsten bekannten geologischen Verformungsraten betragen 145 ± 4 mm/a und werden am Ostpazifischen Rücken erzielt. Dies sind jedoch horizontale Bewegungen, die bis zu einem Faktor 1000 schneller erfolgen als vertikale.
Paläoseismisch etablierte Verformungsraten für die Hurricane Fault – gemittelt über lange Zeiträume – werden mit 0,44 bis 0,57 mm/a angegeben.
Dies ist um einen Faktor 4 höher als bei der östlich benachbarten Toroweap Fault.
An der Oberfläche erkennbare Einrisse ergeben Verformungraten von 0,11 mm/a in 100.000 Jahre altem Alluvium und 0,39 mm/a in einem 900.000 Jahre alten Basaltstrom bei Pintura. An einem 70.000 bis 125.000 Jahre alten, angerissenen Schwemmfächer im Cottonwood Canyon konnten Verformungsraten von 0,15 bis 0,30 mm/a ermittelt werden. Vergleichbare, an Basaltströmen gemessene Raten zeigt auch das Whitmore Canyon mit 0,1 bis 0,3 mm/a für die letzten 100.000 bis 200.000 Jahre.
Die geomorphologisch rezentesten Einrisse an der Hurricane Fault sind zwischen 5.000 und 20.000 Jahren alt. Sie zeigen einen Versatz von 2 bis 4 Meter und lassen sich über eine Entfernung von mindestens 15 Kilometer verfolgen.

## Alter
Die Anfänge der Abschiebung sind recht unsicher, meist wird Mittleres Miozän bis Pliozän angenommen. Ihre Hauptphase ereignete sich aber im Pleistozän, in dem allein bis zu 550 Meter des Gesamtversatzes von 600 bis 850 Meter zustande kamen.